# Gyód
Gyód es un pueblo ubicado en el distrito de Pécs, en el condado de Baranya, Hungría.

## Superficie
Posee una superficie de 3,250 kilómetros cuadrados.

## Demografía
Hasta 2019 la población era de 689 habitantes, con una densidad de población de 212,0 habitantes por kilómetro cuadrado.